# Lophocebus albigena osmani
Mangabei-de-osman-hill (Lophocebus albigena osmani) é uma subespécie de macaco do Velho Mundo do gênero Lophocebus. Foi inicialmente considerado como subespécie de Lophocebus albigena. Seu nome é uma homenagem a William Charles Osman Hill, um primatologista do século XX.